# SKAF
SKAF(SK Application Framework)는 기존 Feature Phone 환경에서 WIPI 기반에 다양한 부가 서비스를 탑재하였던 것처럼, 스마트폰 환경에서 부가 서비스들을 빠르게 개발하고 적용할 수 있도록 하는 의도에서 개발되었다. 하지만 시장 상황은 윈도우 모바일의 침체와 심비안의 저조한 한국 시장 점유율 등으로 인해 스마트폰 환경이 안드로이드로 통일됨에 따라 그 도입 취지가 무색하게 되었다. 결국 안드로이드 초기 모델에만 적용되고 이후부터는 모두 제거된다.

## 같이 보기
- WIPI